# Taylor Cole
Taylor Quinn Cole (Arlington, Texas, 29 de abril de 1984) es una exmodelo y actriz estadounidense, conocida por su papel de Erika Spalding en Summerland. También tuvo un rol recurrente en CSI: Miami como Samantha Owens, a lo largo de 10 episodios. Ha aparecido en varios filmes románticos para la televisión de Hallmark Channel trabajando recurrentemente junto a Jack Turner.

## Primeros años y modelaje
Taylor nació en Arlington, Tarrant County, Texas. Taylor asistió al Mirabeau B. Lamar High School donde viajó con el equipo de voleibol de los Juegos Olímpicos Juveniles. También fue en la secundaria donde empezó con el modelaje. Taylor se mudó después a Nueva York para continuar su carrera de modelaje. Ha aparecido en comerciales para bolsos de Dooney & Bourge, la crema de dientes Crest y Old Spice.
Aunque está enfocada en su carrera como actriz, Taylor todavía pertenece a la agencia Nous Models Management en Los Ángeles.

## Carrera
Después de visitar a su madre Deborah Quinn y a su padrastro, el actor Shawn Christian (padres de su medio hermano Kameron), Taylor asistió a una audición de la serie de WB, Summerland. Ganó el papel de Erika Spalding en 2004, moviéndose a Los Ángeles para filmar la serie. Taylor Cole destaca por su notable belleza y versatilidad actoral.
Taylor también apareció en el video musical de Ryan Cabrera True Music y en el video de Papa Roach Scars. Fue actriz invitada en el episodio Provenance de Supernatural en el papel de Sarah Blake, una comerciante de arte; y repite su rol por segunda vez en la temporada 8, "Clip Show". También ha sido actriz invitada en el show de la CBS NUMB3RS. Taylor también ha aparecido en un episodio de CSI: Crime Scene Investigation como Bianca. Taylor aparece en la remake de horror April Fool's Day, como Desiree. Cole tuvo un pequeño rol en el film 12 Rounds, producido por WWE Films, siendo protagonizada por John Cena.
En 2008, participó junto a Samuel Page en el film de TV, del género suspenso y drama, Finish Line, en el cual realiza escenas de desnudo. En diciembre de 2008, Taylor apareció en la webserie de Heroes, The Recruit, como Rachel Mills, y después apareció en la serie principal a principios de 2009 con el mismo personaje de 2008. También protagonizó The Violent Kind junto a Tiffany Shepis.
Interpretó el papel de Martina en el cortometraje televisivo Secret Girlfriend en 2009.
En abril de 2010, apareció en el episodio de NCIS "Guilty Pleasure" como la escolta de DC, Charlotte Cook.
Desde septiembre de 2010 a mayo de 2011, protagonizó The Event como Vicky Roberts, una asesina de una organización encubierta. En 2011 tuvo un papel recurrente en Two And A Half Men como Melanie Laughlin.
En octubre de 2011, protagonizó el video musical The Walk de Mayer Hawthorne. A principios de noviembre de 2011 hizo el papel recurrente de Samantha Owens, una técnica de laboratorio, en CSI: Miami. Desde 2016 ha trabajado en roles del género romántico en filmes de TV para Hallmark Channel.

## Vida personal
Se le conocen relaciones anteriores con Josh Henderson (2007-2009) y con Ryan Kwanten (2006-2008). Se casó con Cameron Larson en junio de 2020.

## Filmografía
| Año              | Título                              | Rol                    | Notas                                                    |
| ---------------- | ----------------------------------- | ---------------------- | -------------------------------------------------------- |
| 2004–2005        | Summerland                          | Erika Spalding         | Serie de TV, 21 episodios                                |
| 2004             | Teen Choice Awards                  | Ella misma             |                                                          |
| 2004             | 6th Annual Family Television Awards | Ella misma             |                                                          |
| 2006             | Numb3rs                             | Brandi                 | Serie de TV, 1 episodio, "Double Down"                   |
| 2006             | CSI                                 | Bianca Desmond         | Serie de TV, 1 episodio, "Daddy's Little Girl"           |
| 2006             | That Guy                            | Chica atractiva        | Cortometraje                                             |
| 2006, 2013       | Supernatural                        | Sarah Blake            | Serie de TV, 2 episodios: "Provenance" y "Clip Show"     |
| 2006, 2011, 2012 | CSI: Miami                          | Taylor, Samantha Owens | Serie de TV, 8 episodios                                 |
| 2006             | All You've Got                      | Kaitlan                | Largometraje                                             |
| 2006             | Family Guy                          | (voz)                  | 1 episodio, "Prick Up Your Ears"                         |
| 2007             | Movin G                             |                        | Largometraje                                             |
| 2008             | Loaded                              | Alex                   | Largometraje                                             |
| 2008             | April Fool's Day                    | Desiree Cartier        | Directo a video                                          |
| 2008             | An American in China                | Jennifer               | Largometraje                                             |
| 2008             | Finish Line                         | Jessie Chase           | Película en TV                                           |
| 2008             | Do Not Disturb                      | Tasha                  | Serie de TV, 1 episodio, "Work Sex"                      |
| 2008–2009        | Héroes                              | Rachel Mills           | Serie de TV, 4 episodios                                 |
| 2008             | Heroes: The Recruit                 | Rachel Mills           | Webserie, 2 episodios                                    |
| 2009             | Cold Case                           | Nikki Atkins           | Serie de TV, 1 episodio, "Lotto Fever"                   |
| 2009             | 12 Rounds                           | Erica Kessen           | Largometraje                                             |
| 2009             | Melrose Place                       | Trudy Chandler         | Serie de TV, 1 episodio, "Nightingale"                   |
| 2009             | Surrogates                          | Abogada                | Largometraje                                             |
| 2009             | Secret Girlfriend                   | Martina                | Serie de TV, 6 episodios                                 |
| 2010             | The Violent Kind                    | Shade                  | Largometraje                                             |
| 2010             | NCIS                                | Charlotte Cook         | Serie de TV, 1 episodio, "Guilty Pleasure"               |
| 2010             | Entourage                           |                        | Serie de TV, 1 episodio, "Dramedy"                       |
| 2010–2011        | The Event                           | Vicky Roberts          | Serie de TV, 16 episodios                                |
| 2011             | The Green Hornet                    | Chica de la limusina   | Largometraje                                             |
| 2011             | Two and a Half Men                  | Melanie Lauhglin       | Serie de TV, 1 episodio, "Thank You For The Intercourse" |
| 2011             | CSI: Miami                          | Samantha Owens         | Serie de TV, 10 episodios                                |
| 2011             | Melvin Smarty                       | June                   | Largometraje                                             |
| 2011             | The Ganzfeld Experiment             | Beckett                | Largometraje                                             |
| 2012             | Hawaii Five-0                       | Hillary Chaver         | Serie de TV, 1 episodio, "Ua Hala"                       |
| 2012             | Dumbbells                           | Rachel Corelli         | Largometraje                                             |
| 2012             | The Glades                          | Jennifer Starke        | Serie de TV, Recurrente                                  |
| 2013             | Castle                              | Regina Cane            | Serie de TV, 1 episodio, "Under the Influence"           |
| 2014             | Addicts Anonymous                   | Regina Cane            | Serie de TV, 1 episodio, "Mistakes"                      |
| 2015             | Ballers                             | Stephanie Michaels     | Serie de TV                                              |
| 2016             | The Originals                       | Sofya                  | Serie de TV The CW                                       |
| 2016             | My Summer Prince                    | Mandy                  | Película de TV                                           |
| 2016             | The Appetite for Love               | Mina Jones             | Serie de TV Hallmark Channel                             |
| 2016             | Christmas in Homestead              | Jessica McEllis        | Hallmark Channel Movie                                   |
| 2017             | The Art of Us                       | Dr. Harper Higgings    | Hallmark Channel Movie                                   |
| 2017             | Christmas Festival of Ice           | Emma                   | Hallmark Channel Movie                                   |
| 2018             | One Winter Weekend                  | Cara                   | Hallmark Channel Movie                                   |